# Smrt zaradi GPS
Smrt zaradi GPS se nanaša na smrt ljudi, ki jo je deloma mogoče pripisati sledenju navodilom GPS ali zemljevidom, ki uporabljajo GPS. Smrt zaradi GPS-a je bila opažena pri več smrtih v Dolini smrti v Kaliforniji, izgubljenem pohodniku v nacionalnem parku Joshua Tree v jugovzhodni Kaliforniji in incidentih v zvezni državi Washington, Avstraliji, Angliji, Italiji in Braziliji.

## Vzroki
Obstaja več razlogov, zakaj so se ljudje, ki sledijo navodilom GPS, izgubili, poškodovali ali umrli. Spodaj navedeni razlogi lahko vključujejo tudi pomanjkanje delujočih komunikacijskih sistemov za klice v sili. Posledično so vozniki ali pohodniki zašli s ceste ali prišli na oddaljena, neprehodna ali nevarna območja; vozili, dokler njihovim vozilom ni zmanjkalo goriva, so bila zamazana ali onesposobljena; podlegli nevarnim podnebnim ali vremenskim razmeram ali se izgubili.
- Nekritično sprejemanje ukazov za zavijanje; posvečanje več pozornosti navigacijskemu sistemu kot okolici, kot so prometni znaki in signali, ovire in teren[2][3]
- Nepoznavanje ali nezavedanje nevarnosti, ki jih GPS ne zazna (npr. lokalno podnebje ali vremenske razmere, gradnja ali zaprte, neprehodne ali nevarne ceste)
- Pomanjkanje trenutnega, natančnega zemljevida ali pisnih navodil za uporabo skupaj z ali namesto navodil, ki jih zagotavlja GPS
- Zastareli ali nepravilni zemljevidi GPS
- Navodila GPS lahko odražajo najkrajšo razdaljo med lokacijami, ne glede na to, ali je pot prehodna ali ne

Allen Lin je v raziskavi, objavljeni leta 2017, podala sistematično analizo ključnih tem in vlog navigacijske tehnologije v tovrstnih incidentih.

## Predlagane rešitve
Matthew McKenzie ponuja nekaj previdnostnih ukrepov proti smrti zaradi GPS: »GPS in druge mobilne naprave uporabljajte tako, kot bi jih morali uporabljati: kot preproste ugodnosti. Imejte s seboj pravi zemljevid, razumite lokalno podnebje in ne oklevajte, da se obrnete in vrnete nazaj po isti poti, če se vaša navodila 'ne zdijo' prava.« Služba narodnih parkov je na strani uradne spletne strani parka Dolina smrti objavila naslednje sporočilo:
Uporaba GPS navigacije
GPS Navigacija v odročnih krajih, kot je Dolina smrti, je izredno nezanesljiva. Številni popotniki so bili usmerjeni na napačne kraje ali na zaprte ceste. Popotniki morajo s seboj nositi aktualen zemljevid območja, da lahko preverijo resničnost GPS navodil.
NE ZANAŠAJTE SE SAMO NA GPS NAVIGACIJO V VAŠEM VOZILU.